# Boubacar Dialiba
Boubacar Diabang Dialiba (ur. 23 listopada 1988 w Dakarze) – senegalski piłkarz występujący na pozycji napastnika w tureckim klubie Keçiörengücü. Ma za sobą grę w reprezentacji Senegalu. Posiada także bośniackie obywatelstwo.

## Kariera klubowa
Dialiba rozpoczął swoją karierę w senegalskich klubach, występując w FC Abémé oraz Racing Club de Dakar. W 2005 roku trafił do bośniackiego Željezničara, gdzie występował przez kolejne trzy lata. Latem 2008 roku przeszedł do hiszpańskiego Realu Murcia, jednak w połowie sezonu doznał kontuzji, z powodu której był poza grą przez pół roku. 31 sierpnia 2009 roku podpisał dwuletni kontakt z belgijskim Mechelen, który to klub opuścił pięć lat później na rzecz polskiej Cracovii. W sezonie 2016/2017 grał w Yeni Malatyasporze, a w 2017 trafił do Giresunsporu.

## Kariera reprezentacyjna
Dialiba zanotował jeden występ w barwach reprezentacji Bośni i Hercegowiny do lat 21. 29 lutego 2012 roku zadebiutował w seniorskiej kadrze Senegalu podczas towarzyskiego meczu z Republiką Południowej Afryki.